# Audyt energetyczny
Audyt energetyczny – systematyczna procedura, której celem jest uzyskanie odpowiedniej wiedzy o profilu istniejącego zużycia energii danego budynku lub zespołu budynków, działalności lub instalacji przemysłowej bądź handlowej lub usługi prywatnej lub publicznej, określenie, w jaki sposób i w jakiej ilości możliwe jest uzyskanie opłacalnej oszczędności energii, oraz poinformowanie o wynikach.
Celem audytu jest określenie ilości i struktury zużywanej energii oraz zalecenie konkretnych rozwiązań (technicznych, organizacyjnych i formalnych) i określenie ich opłacalności. Audyt energetyczny obejmuje także doradztwo w zakresie podejmowania i realizacji inwestycji mających na celu racjonalizację zużycia energii. Ta niezależna i obiektywna opinia stwierdza, które modernizacje są opłacalne w badanym budynku oraz jakie produkty i rozwiązania techniczne są najkorzystniejsze.
Audyt energetyczny budynku powinien zawierać następujące elementy:
- inwentaryzację instalacji zużywających energię, ocenę właściwości cieplnych budynku oraz określenie, jaka jest charakterystyka energetyczna budynku,
- stwierdzenie, na jakie sposoby można zmniejszyć zużycie energii,
- ocenę opłacalności każdej z metod,
- wskazanie, które z nich są optymalne dla rozpatrywanego obiektu.

Audyt energetyczny nie jest podstawą do prowadzenia robót  zaleconych w audycie, ale stanowi założenia do projektu modernizacji budynku lub instalacji .
Ogólne zasady i procedury wykonanie audytu energetycznego zawiera norma PN-EN 16247 Audyty energetyczne.
Dokładne dane dotyczące zakresu i formy audytu energetycznego określa Rozporządzenie Ministra Infrastruktury z dnia 17 marca 2009 r. (Dz.U. z 2009 r. nr 43, poz. 346).
Sama procedura audytu jest dość skomplikowana, ale w rezultacie uzyskujemy następujące zestawienie dla każdego rodzaju modernizacji: koszt, zysk, czas zwrotu kosztów i inne ekonomiczne wskaźniki opłacalności. W sumie audyt energetyczny powinien dostarczyć dobrych podstaw do podjęcia świadomej decyzji dotyczącej modernizacji budynku.
Szczególnym rodzajem audytów energetycznych są: audyt energetyczny przedsiębiorstwa i audyt efektywności energetycznej wprowadzone  ustawą  z 20 maja 2016 r. efektywności o energetycznej (Dz.U. z 2016 r, poz.831).i wykonywane według przepisów zawartych w tej ustawie.